# Zamarada perlepidata
Zamarada perlepidata är en fjärilsart som beskrevs av Walker 1862. Zamarada perlepidata ingår i släktet Zamarada och familjen mätare. Inga underarter finns listade i Catalogue of Life.